# Port lotniczy Rapla
Port lotniczy Rapla – lotnisko znajdujące się w miejscowości Rapla (Estonia). Obsługuje połączenia krajowe.